# La Peza
La Peza és un municipi de la província de Granada, amb una població d'uns 1330 habitants, latitud 37° 16′ i longitud -3° 17′ amb una extensió de 101 km² i una altitud sobre el nivell del mar de 1.055 m.